# Clupeomorpha
Super-ordre
Les Clupeomorpha sont un super-ordre de poissons téléostéens (Teleostei).

## Liste des ordres
Selon ITIS (28 juillet 2019) :
- ordre Clupeiformes
  - sous-ordre Clupeoidei
    - famille Chirocentridae
    - famille Clupeidae
    - famille Engraulidae
    - famille Pristigasteridae
    - famille Sundasalangidae Roberts, 1981

  - sous-ordre Denticipitoidei
    - famille Denticipitidae Clausen, 1959